# GP-25
GP-25 Kostjor je granátomet určený pro podvěšení pod útočnou pušku, zkonstruovaný v roce 1966 a od roku 1978 sériově vyráběný v Tule v Sovětském svazu, jehož produkce stále pokračuje v Rusku. Střílí beznábojnicové granáty ráže 40 mm a může být namontován na útočné pušky AK-74 a novější AN-94, typovou řadu AK-100 a AK-12. Pozdější vývoj zahrnuje verze GP-30 Obuvka, která vstoupila do služby v roce 1989, a BG-15 Mucha.

## Uživatelé
- Afghánistán
- Angola
- Botswana
- Bulharsko
- Gruzie
- Írán
- Konžská demokratická republika
- Kypr
- Rumunsko
- Rusko
- Severní Korea
- Sovětský svaz (dříve)
- Súdán
- Srbsko
- Ukrajina
- Vietnam